# Večírek (film, 1980)
Večírek (v originále La Boum) je francouzský hraný film z roku 1980, který režíroval Claude Pinoteau podle vlastního scénáře. Film popisuje osudy dospívající dívky ve Francii na počátku 80. let.

## Děj
Vic je 13 let a právě se přistěhovala s rodiči z Versailles do Paříže, kde začíná navštěvovat Lyceum Jindřicha IV. Její rodiče, otec François zubař a matka Françoise, kreslířka komiksů mají starosti především se svými zaměstnáními a posléze i se svým vztahem a nemají čas hovořit se svou dcerou o jejich problémech. Pro Vic se stává její nejlepší rádkyní její prababička přezdívaná Boubelka, která má pro mladou generaci pochopení. Po mnohém přemlouvání dovolí rodiče Vic, aby šla na večírek pořádaný spolužákem Raoulem. Zde se seznámí s o rok starším Mathieu, který studuje na stejném lyceu a zamilují se do sebe.
U Françoise se v ordinaci objeví jeho bývalá milenka Vanessa a chce od něj poslední noc na rozloučenou. François se vymluví na přednášku o anestezii a Vanessa, aby mohl zůstat celou noc, zavolá jeho ženě, že má zlomenou nohu a zůstane přes noc v nemocnici. François musí předstírat frakturu nohy. Když François vidí, jak se o něj Françoise stará, řekne jí pravdu o své bývalé milence. Ta mu nechce odpustit a proto se dohodnou na odděleném bydlení. Françoise se blíže seznámí s Éricem Lehmanem, profesorem němčiny na lyceu. Pénélope, nejlepší kamarádka Vic, jí řekne, že viděla Mathieu se starší dívkou Lydií. Jednou večer zjistí François, že se Françoise stýká s Éricem, který ji doprovodil domů. Na prázdniny Vic doprovází prababičku na cestě do Bruselu. Mathieu je na prázdninách v Cabourgu. Vic s prababičkou se tedy ubytují v hotelu v Deauville a Vic se setká s Mathieu a ptá se ho na dívku Lydii. Pak se vrátí do hotelu. Ráno si objednají na pokoj snídani, kterou jim donese Mathieu, který zde pracuje na brigádě.
François najde za dveřmi svého bytu kreslený vzkaz, že je jeho žena těhotná. Myslí si ale, že Françoise čeká dítě s Éricem, což ji rozzlobí. Rozhodne se strávit dovolenou s Éricem v Agádíru.
François, aby ji udobřil, koupí dvě letenky na výlet do Benátek. Doma ji potká, jak se balí na cestu do Afriky. Odveze ji tedy na letiště a řekne jí, že pro ně má letenky do Itálie. Françoise nakonec s Éricem neodletí, ale vrátí se do města a usmíří se.
V tu dobu Vic pořádá večírek na oslavu svých 14. narozenin a doufá, že přijde i Mathieu.

## Obsazení
| Claude Brasseur     | François Beretton  |
| Brigitte Fossey     | Françoise Beretton |
| Sophie Marceau      | Vic Beretton       |
| Denise Grey         | prababička         |
| Dominique Lavanant  | Vanessa            |
| Bernard Giraudeau   | Éric Lehman        |
| Sheila O'Connor     | Pénélope Fontanet  |
| Alexandre Sterling  | Mathieu            |
| Léon Zitrone        | sám sebe           |
| Christopher Beaunay | Jean-Pierre        |
| Alain Beigel        | Raoul              |